# 2022-es labdarúgó-világbajnokság-selejtező (UEFA – J csoport)
A 2022-es labdarúgó-világbajnokság európai selejtező, J csoportjának eredményeit tartalmazó lapja. A csoportban a csapatok körmérkőzéses, oda-visszavágós rendszerben játszottak egymással. A csoport győztese kijutott a világbajnokságra, a csoport második helyezettje pótselejtezőn vett részt.
A csoportban Németország, Románia, Izland, Észak-Macedónia, Örményország, és Liechtenstein szerepelt.

## Tabella
| Hely. | Csapat          | M  | Gy | D | V | G+ | G– | Gk  | P  | Továbbjutás                         |     | Németország | Észak-Macedónia | Románia | Örményország | Izland | Liechtenstein |
| ----- | --------------- | -- | -- | - | - | -- | -- | --- | -- | ----------------------------------- | --- | ----------- | --------------- | ------- | ------------ | ------ | ------------- |
| 1.    | Németország     | 10 | 9  | 0 | 1 | 36 | 4  | +32 | 27 | Kijutott a 2022-es világbajnokságra |     | —           | 1–2             | 2–1     | 6–0          | 3–0    | 9–0           |
| 2.    | Észak-Macedónia | 10 | 5  | 3 | 2 | 23 | 11 | +12 | 18 | Pótselejtezőn vett részt            |     | 0–4         | —               | 0–0     | 0–0          | 3–1    | 5–0           |
| 3.    | Románia         | 10 | 5  | 2 | 3 | 13 | 8  | +5  | 17 |                                     |     | 0–1         | 3–2             | —       | 1–0          | 0–0    | 2–0           |
| 4.    | Örményország    | 10 | 3  | 3 | 4 | 9  | 20 | −11 | 12 |                                     | 1–4 | 0–5         | 3–2             | —       | 2–0          | 1–1    |               |
| 5.    | Izland          | 10 | 2  | 3 | 5 | 12 | 18 | −6  | 9  |                                     | 0–4 | 2–2         | 0–2             | 1–1     | —            | 4–0    |               |
| 6.    | Liechtenstein   | 10 | 0  | 1 | 9 | 2  | 34 | −32 | 1  |                                     | 0–2 | 0–4         | 0–2             | 0–1     | 1–4          | —      |               |

## Mérkőzések
A menetrendet az UEFA a sorsolást követő napon, 2020. december 8-án tette közzé.
Az időpontok közép-európai idő szerint, zárójelben helyi idő szerint értendők.
| 2021. március 25. 20:45 |

| Németország                         | 3–0               | Izland |
| ----------------------------------- | ----------------- | ------ |
| Goretzka 3' Havertz 7' Gündoğan 56' | (2–0) Jegyzőkönyv |        |

| Schauinsland-Reisen-Arena, Duisburg Játékvezető: Srđan Jovanović (szerb) |

| 2021. március 25. 20:45 |

| Liechtenstein | 0–1               | Örményország         |
| ------------- | ----------------- | -------------------- |
|               | (0–0) Jegyzőkönyv | Frommelt 83' (öngól) |

| Rheinpark Stadion, Vaduz Játékvezető: Julian Weinberger (osztrák) |

| 2021. március 25. 20:45 (21:45 UTC+2) |

| Románia                            | 3–2               | Észak-Macedónia           |
| ---------------------------------- | ----------------- | ------------------------- |
| F. Tănase 28' Mihăilă 50' Hagi 86' | (1–0) Jegyzőkönyv | Ademi 82' Trajkovszki 83' |

| Nemzeti Stadion, Bukarest Játékvezető: Fabio Verissimo (portugál) |

| 2021. március 28. 18:00 (20:00 UTC+4) |

| Örményország                 | 2–0               | Izland |
| ---------------------------- | ----------------- | ------ |
| Barseghyan 53' Bayramyan 74' | (0–0) Jegyzőkönyv |        |

| Vazgen Sargsyan Republican Stadion, Jereván Játékvezető: Enea Jorgji (albán) |

| 2021. március 28. 20:45 |

| Észak-Macedónia                                                   | 5–0               | Liechtenstein |
| ----------------------------------------------------------------- | ----------------- | ------------- |
| Bardi 7' Trajkovszki 51' 54' Elmas 62' Nestorovski 82' (11-esből) | (1–0) Jegyzőkönyv |               |

| Toše Proeski Arena, Szkopje Játékvezető: Mikola Balakin (ukrán) |

| 2021. március 28. 20:45 (21:45 UTC+3) |

| Románia | 0–1               | Németország |
| ------- | ----------------- | ----------- |
|         | (0–1) Jegyzőkönyv | Gnabry 17'  |

| Nemzeti Stadion, Bukarest Játékvezető: Clément Turpin (francia) |

| 2021. március 31. 18:00 (20:00 UTC+4) |

| Örményország                                        | 3–2               | Románia          |
| --------------------------------------------------- | ----------------- | ---------------- |
| Spertsyan 56' Haroyan 87' Barseghyan 89' (11-esből) | (0–0) Jegyzőkönyv | Cicâldău 62' 72' |

| Vazgen Sargsyan Republican Stadion, Jereván Játékvezető: Andris Treimanis (lett) |

| 2021. március 31. 20:45 |

| Németország             | 1–2               | Észak-Macedónia        |
| ----------------------- | ----------------- | ---------------------- |
| Gündoğan 63' (11-esből) | (0–1) Jegyzőkönyv | Pandev 45+2' Elmas 85' |

| MSV-Arena, Duisburg Játékvezető: Szergej Karaszjov (orosz) |

| 2021. március 31. 20:45 |

| Liechtenstein | 1–4               | Izland                                                                  |
| ------------- | ----------------- | ----------------------------------------------------------------------- |
| Y. Frick 79'  | (0–2) Jegyzőkönyv | Sævarsson 12' Bjarnason 45+1' Pálsson 77' Sigurjónsson 90+4' (11-esből) |

| Rheinpark Stadion, Vaduz Játékvezető: Mohammed Al-Hakim (svéd) |

| 2021. szeptember 2. 20:45 (18:45 UTC±0) |

| Izland | 0–2               | Románia             |
| ------ | ----------------- | ------------------- |
|        | (0–0) Jegyzőkönyv | Man 47' Stanciu 83' |

| Laugardalsvöllur, Reykjavík Játékvezető: Alekszej Kulbakov (fehérorosz) |

| 2021. szeptember 2. 20:45 |

| Liechtenstein | 0–2               | Németország         |
| ------------- | ----------------- | ------------------- |
|               | (0–1) Jegyzőkönyv | Werner 41' Sané 77' |

| Kybunpark, St. Gallen (Svájc) Játékvezető: Fábio Veríssimo (portugál) |

| 2021. szeptember 2. 20:45 |

| Észak-Macedónia | 0–0         | Örményország |
| --------------- | ----------- | ------------ |
|                 | Jegyzőkönyv |              |

| Toše Proeski Arena, Szkopje Játékvezető: Artur Soares Dias (portugál) |

| 2021. szeptember 5. 18:00 (16:00 UTC±0) |

| Izland                           | 2–2               | Észak-Macedónia           |
| -------------------------------- | ----------------- | ------------------------- |
| Br. Bjarnason 78' Guðjohnsen 84' | (0–1) Jegyzőkönyv | Velkovski 12' Alioski 54' |

| Laugardalsvöllur, Reykjavík Játékvezető: Ivan Kružliak (szlovák) |

| 2021. szeptember 5. 20:45 |

| Németország                                                 | 6–0               | Örményország |
| ----------------------------------------------------------- | ----------------- | ------------ |
| Gnabry 6' 15' Reus 35' Werner 45' Hofmann 52' Adeyemi 90+1' | (4–0) Jegyzőkönyv |              |

| Mercedes-Benz Arena, Stuttgart Játékvezető: William Collum (skót) |

| 2021. szeptember 5. 20:45 (21:45 UTC+3) |

| Románia             | 2–0               | Liechtenstein |
| ------------------- | ----------------- | ------------- |
| Toșca 11' Manea 18' | (2–0) Jegyzőkönyv |               |

| Nemzeti Stadion, Bukarest Játékvezető: Katerina Monzul (ukrán) |

| 2021. szeptember 8. 18:00 (20:00 UTC+4) |

| Örményország               | 1–1               | Liechtenstein |
| -------------------------- | ----------------- | ------------- |
| Mhitarján 45+5' (11-esből) | (1–0) Jegyzőkönyv | N. Frick 80'  |

| Vazgen Sargsyan Republican Stadium, Jereván Játékvezető: Duje Strukan (horvát) |

| 2021. szeptember 8. 20:45 (18:45 UTC±0) |

| Izland | 0–4               | Németország                               |
| ------ | ----------------- | ----------------------------------------- |
|        | (0–2) Jegyzőkönyv | Gnabry 4' Rüdiger 24' Sané 56' Werner 89' |

| Laugardalsvöllur, Reykjavík Játékvezető: Andreas Ekberg (svéd) |

| 2021. szeptember 8. 20:45 |

| Észak-Macedónia | 0–0         | Románia |
| --------------- | ----------- | ------- |
|                 | Jegyzőkönyv |         |

| Toše Proeski Arena, Szkopje Játékvezető: Antonio Mateu Lahoz (spanyol) |

| 2021. október 8. 20:45 |

| Németország           | 2–1               | Románia |
| --------------------- | ----------------- | ------- |
| Gnabry 52' Müller 81' | (0–1) Jegyzőkönyv | Hagi 9' |

| Volksparkstadion, Hamburg Játékvezető: Cüneyt Çakır (török) |

| 2021. október 8. 20:45 (18:45 UTC±0) |

| Izland          | 1–1               | Örményország     |
| --------------- | ----------------- | ---------------- |
| Jóhannesson 77' | (0–1) Jegyzőkönyv | Hovhannisyan 35' |

| Laugardalsvöllur, Reykjavík Játékvezető: Nikola Dabanović (montenegrói) |

| 2021. október 8. 20:45 |

| Liechtenstein | 0–4               | Észak-Macedónia                                                |
| ------------- | ----------------- | -------------------------------------------------------------- |
|               | (0–1) Jegyzőkönyv | Velkovski 39' Alioski 66' (11-esből) Nikolov 74' Churlinov 83' |

| Rheinpark Stadion, Vaduz Játékvezető: Bartosz Frankowski (lengyel) |

| 2021. október 11. 20:45 (18:45 UTC±0) |

| Izland                                                                 | 4–0               | Liechtenstein |
| ---------------------------------------------------------------------- | ----------------- | ------------- |
| Þórðarson 19' Guðmundsson 35' (11-esből) 79' (11-esből) Guðjohnsen 89' | (2–0) Jegyzőkönyv |               |

| Laugardalsvöllur, Reykjavík Játékvezető: Ioannis Papadopoulos (görög) |

| 2021. október 11. 20:45 |

| Észak-Macedónia | 0–4               | Németország                            |
| --------------- | ----------------- | -------------------------------------- |
|                 | (0–0) Jegyzőkönyv | Havertz 50' Werner 70' 73' Musiala 83' |

| Toše Proeski Arena, Szkopje Játékvezető: Danny Makkelie (holland) |

| 2021. október 11. 20:45 (21:45 UTC+3) |

| Románia     | 1–0               | Örményország |
| ----------- | ----------------- | ------------ |
| Mitriță 26' | (1–0) Jegyzőkönyv |              |

| Stadionul Steaua, Bukarest Játékvezető: Daniele Orsato (olasz) |

| 2021. november 11. 18:00 (21:00 UTC+4) |

| Örményország | 0–5               | Észak-Macedónia                                                      |
| ------------ | ----------------- | -------------------------------------------------------------------- |
|              | (0–2) Jegyzőkönyv | Trajkovski 22' Bardi 36' 67' (11-esből) 90' (11-esből) Ristovski 79' |

| Vazgen Sargsyan Republican Stadium, Jereván Játékvezető: José María Sánchez Martínez (spanyol) |

| 2021. november 11. 20:45 |

| Németország                                                                                                   | 9–0               | Liechtenstein |
| --- | ----------------- | ------------- |
| Gündoğan 11' (11-esből) Kaufmann 20' (öngól) Sané 22' 49' Reus 23' Müller 76' 86' Baku 80' Göppel 89' (öngól) | (4–0) Jegyzőkönyv |               |

| Volkswagen Arena, Wolfsburg Játékvezető: Ivana Martinčić (horvát) |

| 2021. november 11. 20:45 (21:45 UTC+2) |

| Románia | 0–0         | Izland |
| ------- | ----------- | ------ |
|         | Jegyzőkönyv |        |

| Stadionul Steaua, Bukarest Játékvezető: Szergej Karaszjov (orosz) |

| 2021. november 14. 18:00 (21:00 UTC+4) |

| Örményország             | 1–4               | Németország                                           |
| ------------------------ | ----------------- | ----------------------------------------------------- |
| Mhitarján 59' (11-esből) | (0–2) Jegyzőkönyv | Havertz 15' Gündoğan 45+4' (11-esből) 50' Hofmann 64' |

| Vazgen Sargsyan Republican Stadium, Jereván Játékvezető: François Letexier (francia) |

| 2021. november 14. 18:00 |

| Liechtenstein | 0–2               | Románia          |
| ------------- | ----------------- | ---------------- |
|               | (0–1) Jegyzőkönyv | Man 8' Bancu 87' |

| Rheinpark Stadion, Vaduz Játékvezető: Matej Jug (szlovén) |

| 2021. november 14. 18:00 |

| Észak-Macedónia          | 3–1               | Izland           |
| ------------------------ | ----------------- | ---------------- |
| Alioski 7' Elmas 65' 86' | (1–0) Jegyzőkönyv | Þorsteinsson 54' |

| Toše Proeski Arena, Szkopje Játékvezető: Davide Massa (olasz) |